# История (Фукидид)
«История» — книга Фукидида, одно из наиболее значимых сочинений греческой исторической прозы. Написано в V веке до н. э. Посвящено Пелопоннесской войне (431 до н. э. — 404 до н. э.).
Фукидид использует мартовский счёт начала года (не совпадает с афинским).
В написании продолжения «Истории» также принимал участие историк Кратипп, однако оценки учёными доли его труда сильно расходятся, а сохранившиеся фрагменты (опубликованные в «Фрагментах греческих историков», Том II, стр. 74-78) незначительны.